# 東尤寧 (肯塔基州)
東尤寧（英語：East Union）是位於美國肯塔基州尼古拉斯縣的一個非建制地區。

## 地理
東尤寧所處的海拔為高於海平面260米（即853英呎），而該地所採用的時區為UTC-5，即北美東部時區（EST）。同時該地設有夏令時間，為UTC-5調快一小時，即UTC-4（EDT）。